# باستت
باستت در اساطیر مصر باستان،به عنوان یکی از ایزدبانویانی که به شکل شیر ماده‌ای بود و از هنگام حداقل دودمان دوم مصر پرستیده میشد. نام او به صورت‌های دیگر بَست، باست، اوباستی، و باسِت نیز خوانده می‌شود.

## ریشه نام
نام اصلی این خدا در مصر باستان باست (Bast) بوده است. با این حال از آنجا که در خط هیروگلیف اغلب به پایان واژه، نشانی چسبانده می‌شده تا خوانش آن را درست‌تر گرداند، مصرشناسان آغازین در ابتدا نام او را باستت (Bastet) برگرداندند.

## آیین

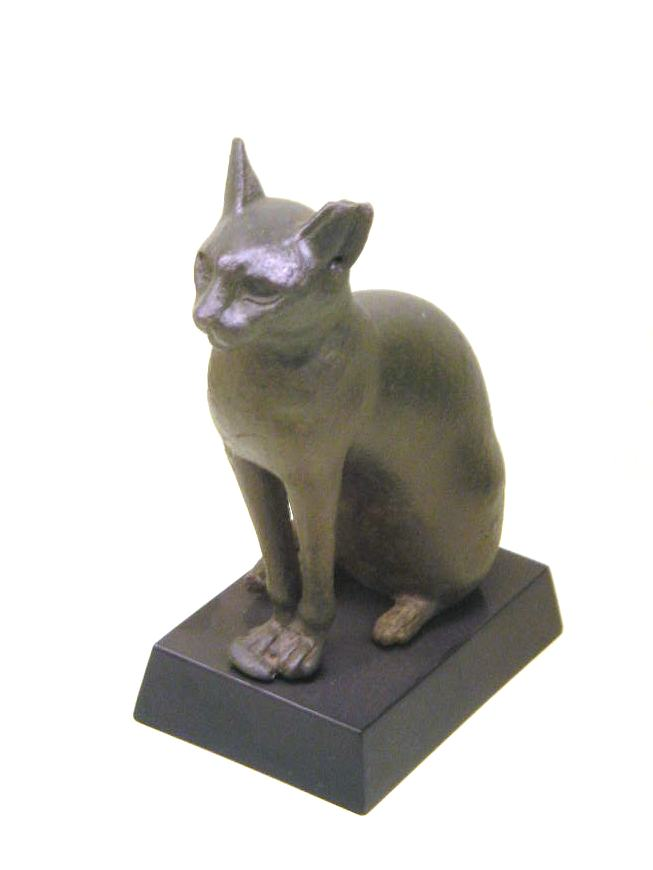
مجسمه باستت در موزه استانبول

باستت یکی از خدایانی در آیین باستانی مصر است که تاریخ پر فراز و نشیبی از فراموش‌شدگی و بازگشت به مرکز توجه داشته. هرودوت می‌نویسد که نیایشگاه او در بوباستیس، که او آن را در زمان زندگی دیده بود، یکی از زیباترین نیایشگاه‌های کشور بوده و پیروان باورمند و بسیار داشته. ویرانه‌های این معبد هنوز در تل بسطه در مصر وجود دارند.
جدای از تقدس محلی باستت در شهر بوباستیس، آیین باستت به آرامی در سراسر مصر گسترش پیدا کرد. در دودمان ششم و در دوره پپی دوم احترام بسیار زیادی به باستت گذاشته شد و اعتبار آن تا به اعتبار خدای هاثور در شهر دندره نیز رسیده بود.
پرستش باستت در انتها به دوره پایانی مصر در سقاره رسید. در مجموعه آرامگاه تتی، اشیای بسیاری که پیشکش شاه به خدای گربه‌سان بوده‌اند پیدا شده. در گورستان سقاره نیز هنوز هزاران مومیایی گربه که توسط پیروان آیین باستت به خاک سپرده شده‌اند، وجود دارد.

## نگارخانه

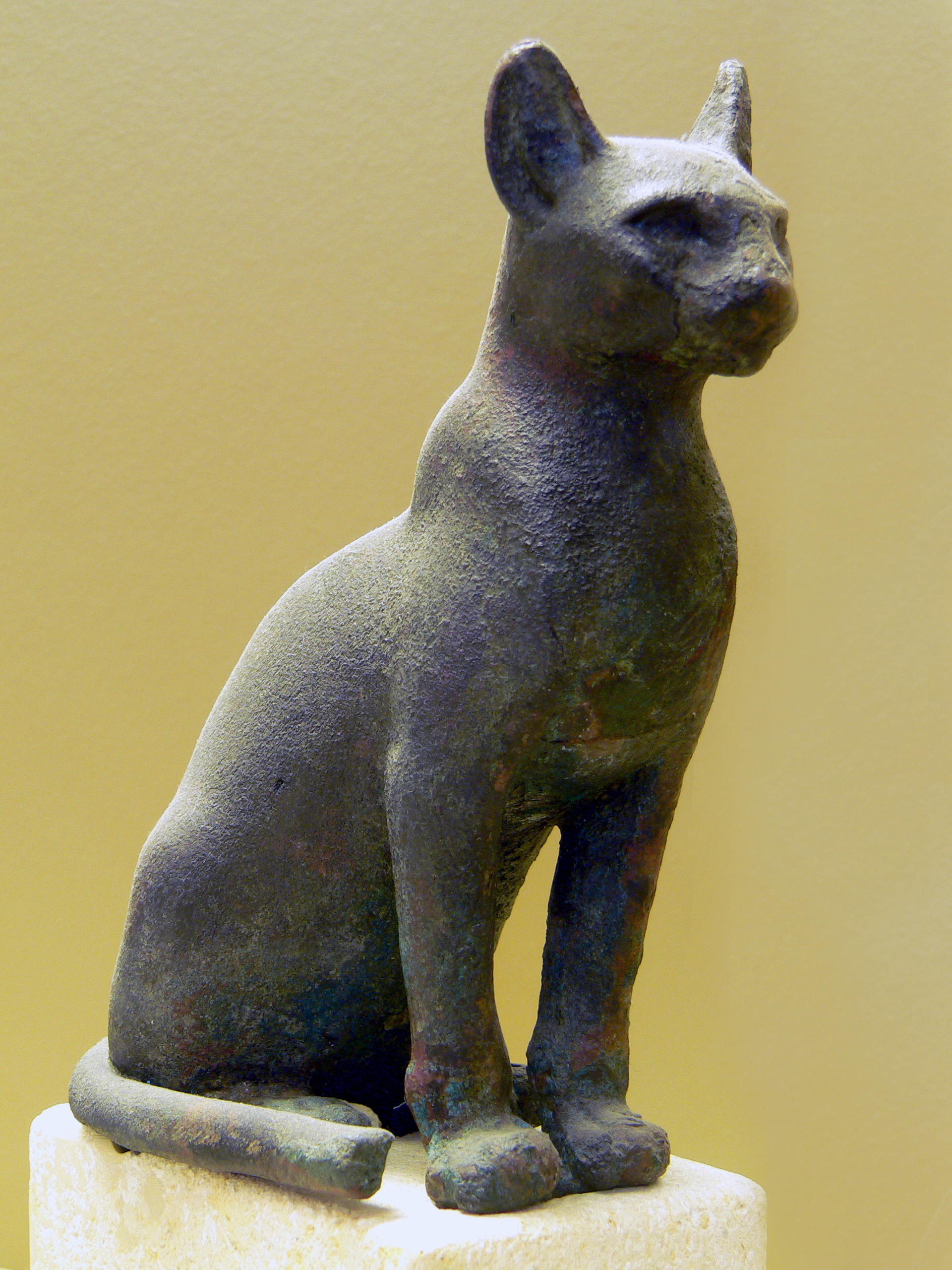
تندیسی از باستت در موزه سنکنبرگ
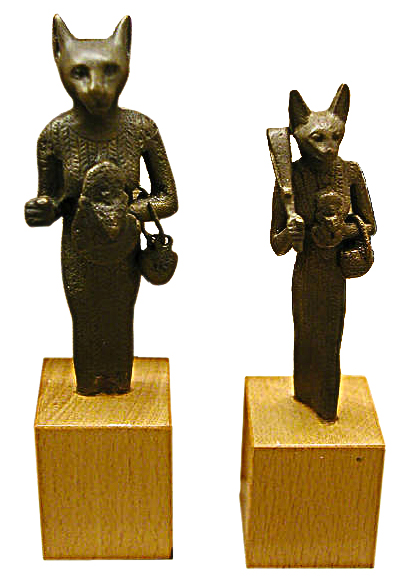
تندیس‌های مفرغین باستت مربوط به دوره پایانی
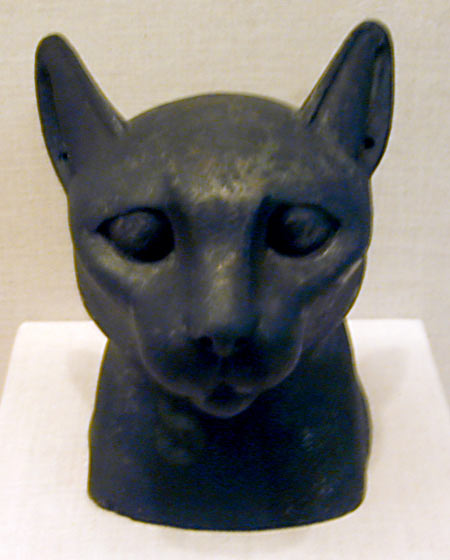
نقابی برای گربه‌های مومیایی شده، موزه خاورشناسی دانشگاه شیکاگو
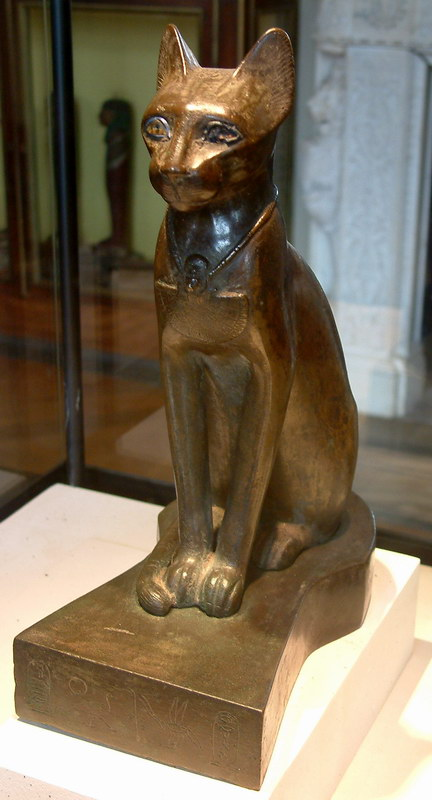
ایزدبانوی گربه، موزه لوور